# 바실 헨리 리델 하트

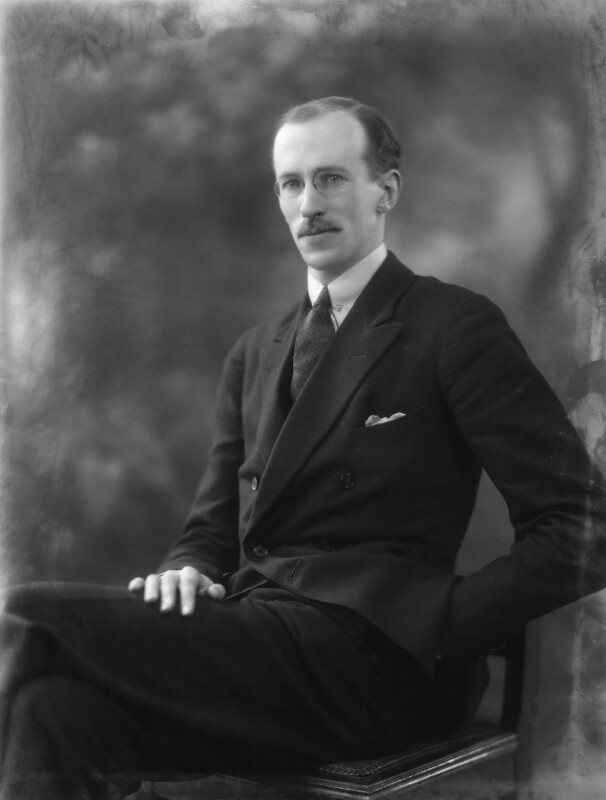

바실 헨리 리델 하트 경(Sir Basil Henry Liddell Hart, 1895년 10월 31일 ~ 1970년 1월 29일)는 잉글랜드의 군인, 군사역사학자, 군사이론가이다. 기갑전의 발달에 큰 영향을 미쳤다는 것이 통설이나, 최근의 연구에서는 제2차 세계 대전 개전 이전 독일 국방군에 리델 하트가 미친 영향이 얼마나 되는지 다소 의문시되고 있다.

## 저서
- 전략론, 현대육군의 개혁, 스키피오 아프리카누스